# 胡辛卡河 (大布爾盧克河支流)
胡辛卡河（烏克蘭語：Гусинка），是烏克蘭東部的河流，屬於大布爾盧克河的左支流。該河發源自胡辛卡以南，流經哈爾科夫州的庫皮揚斯克區，河道全長22公里，流域面積151平方公里。